# ゴールデンスロット
ゴールデンスロット（GOLDEN SLOT）は、2005年4月から2007年9月まで放送されていたパチスロを題材としたバラエティ番組。通称『ゴルスロ』。

## 番組内容
芸能人によるパチスロ対戦を行う番組だが、何回かリニューアルを行った。

### 2005年4月〜2006年9月
芸能人14名がエントリーしトーナメント方式で対決。対戦台は毎週変わるが4号機や5号機などバラエティに富んでいる。1回の放送で1試合放送され、13試合目（つまり1クール）が決勝戦となる（3位決定戦はない）。優勝するとラスベガス旅行がもらえる。またインターネットなどで優勝者予想を行っており、優勝者を予想した視聴者の方にもラスベガス旅行が贈られた。トーナメントは第6回まで開催され、第4回・第5回と薬師寺保栄が連覇し、第6回も決勝戦に残ったが、青木裕子に敗れ3連覇はならなかった。

#### ルール
前後半45分の合計90分で争われる。あらかじめ対戦台は決まっており、ボーナスの回数（台によっては出玉の数）で勝負が決まる。「ハーフタイム」になると、隣に同じ機種がもう1台設置され、どちらの台に座るかを決める。どちらかの台にはハイモードが設定された「ゴールデンシート」となっており、対戦が有利になるばかりか、「ゴールデンシート」に座った対戦者が勝った場合は各局スポンサーの系列店舗（放送局によって違う）において、ハイモード台を開放する事になっている。また勝敗を決める要素として、ボーナス回数や出玉だけではなく、K・O演出というルールがあり、対戦台に用意されたプレミア演出を出したプレイヤーはボーナスや出玉に関係なくその時点で勝利が確定する。（第3回まではスタート時からあったが、第4回からは後半戦のみに適用された）

#### 出演
- 司会（大会プロモーター）…萩原流行
- 実況…井田将勝

その他対戦台のメーカーの方が解説を行う（いない場合もあった）。

#### ゴールデンアイドル
番組に花を添えるだけでなく、対戦者の目押しを手助けするアシスタントプレイヤーの役割を果たす。
過去出演したゴールデンアイドル
- 福永ちな
- 安藤悠美
- 石嶋香織
- 玲奈　…他

#### ゴールデンハニー
番組進行のアシスタント、および視聴者からの応援メッセージを読み対戦者を盛り上げるだけでなく、各スポンサーの系列店のイベントにも参加し、パチンコ・パチスロを打つ人たちを盛り上げる役割も持っている。放送時はおおむね10人くらいが出演した。
過去出演したゴールデンハニー
- 東ユリ
- 杉本さやか
- 湊あさか　…他

### 2006年10月〜2007年3月
勇者と名乗る対戦者が5組のガーディアンとの勝ち抜き戦を行い、5組全員倒したら最後にゴルスロキングである渡辺正行をも倒す事に成功すれば、世界一周旅行が与えられるというシステムに変更された。なお番組名のサブタイトルとして「HYPER EDITION」というフレーズが追加された。結局5人全員とキングを倒す事は出来ずに2007年4月よりリニューアルされた。

#### ルール
ガーディアンはキング渡辺が指名する。ガーディアンは各々得意な機種があり、対戦時は常にその得意機種でプレイする。勇者は用意された5台の中で対戦台を決めて対戦が行われる。前後半45分ハーフは以前からと同じ。ハーフタイムでは台の交換が出来るようになり、前半と後半で対戦台を変えても良い。5台のうち3台が「ハイモード」設定の「ゴールデンシート」となっており、高設定の台で対戦するほうが有利となっている。また「ゴールデンシート」獲得が確定した時点で、勇者の勝敗に関係なく視聴者のためにスポンサー系列店のハイモード台開放イベントが行われる。指定されたプレミア演出を出した時点で勝利する「必殺ルール」はそのまま踏襲された。またガーディアン5の打つ台には設定6は導入されていない事が正式に公開された。

#### 出演
- 司会（ゴルスロキング）…渡辺正行

#### ガーディアン 5
- イジリー岡田…俺の空
- 池谷幸雄・池谷直樹…北斗の拳SE（池谷兄弟は前後半でプレイヤーチェンジする。）
- 及川奈央…秘宝伝
- 獣神サンダー・ライガー…押忍!番長
- ゆうたろう…主役は銭形

実際には各ガーディアンの担当機種が決まっているという程度の意味合いしかなく、本当に各ガーディアンがその機種を得意としているかというとそうでもない。例えば獣神サンダー・ライガーは『押忍!番長』でボーナス確定状態の際にボーナス絵柄の目押しに苦戦することが多く、スタジオにいるゴールデンハニーに代わりにボーナス絵柄を揃えてもらったりしている。

#### ゴールデンアイドル
リニューアル前よりもセクシーさを演出するアイドルという部分に重点を置いている。2人ずつ出演するが、そのうち1人は毎週、もしくは2週に1回交替で出演している。
これまでに出演しているゴールデンアイドル
- マリア・ファッション…毎週登場する。
- 安藤悠美
- 石嶋香織
- 花清真由子
- 小鹿美鈴
- 高木梓
- 福田麻衣
- 瑠花　…他

#### ゴールデンハニー
番組進行のアシスタントというよりは、盛り上げ役に徹している。基本的にはガーディアン側を応援し、勇者にとってはアウェイの環境を作っている。また以前から引き続いて各スポンサーの系列店のイベントの参加も行っている。放送時はおおむね10人くらいが出演している。またテレビには出演しないが、地域ごとの協賛各店舗でのイベントにのみ参加しているゴールデンハニーも存在する。
これまで出演しているゴールデンハニー
- 野崎明子…対戦台の解説を行うので、「解説ハニー」と呼ばれている。

- 相沢はるか
- 天野樹里
- 川崎明子
- 河原さゆり
- 小日向いろは
- 清水まゆ
- 杉澤美来
- 杉本さやか
- 田家恵
- 日野史
- 増田悠莉
- みさき瞳
- 湊あさか
- 山口絵里子
- 璃娃(レイアイ)　…他

### 2007年4月〜9月
サブタイトルが「BATTLE×ROYALE」に変更され、芸能人4人の「ソルジャー」が3週間を1セットとして対決する。最初は手持ちメダル1000枚からスタートし、ファーストステージ・セカンドステージ（1週目・2週目）にそれぞれ手持ちメダル数の最も少ない1人が脱落（負け犬呼ばわりされた上、チェーンを巻きつけられて連行される）し、残った2人がゴールデンステージ（3週目）に対戦して勝った方が優勝となり、2つの宝箱のうちどちらかを開け、その中身をもらえる。（中身は1つが毎回行き先が変わる海外旅行で、もう1つは粗品）対戦台は各セットごとに設定される（2種類を2台ずつだが、回によっては4台とも同じ機種の時もある）が、すべて5号機を使用している。
1ステージの制限時間は1時間。20分と40分を目安としてサイレンが鳴り、バトルが中断される。（この時NABE大佐が「撃ち方やめ〜い！！」と叫ぶ。）バトル中断時のイベントは次の2通りがある。①ゴールデンシートじゃない台を発表する。（本当のゴールデンシートは1台だけ）②強制台チェンジを賭けたデンジャラスタイムを行う。参加者の内2名がロシアンルーレットに挑戦（6発中3発が空砲で、残りは銃声が鳴る）し、空砲ならば成功、他の参加者と台を交換できる。（たとえボーナス中でもそれを強奪できる）または空席に移動してもよい。逆に銃声が鳴ると失敗、メダル100枚を没収される。（Gカップアイドル大会からは30分でサイレンが鳴り①と②をいっぺんにやるようになった）また、セカンドステージからはラッキープレミアというルールが適用される。その指定されたプレミア演出を出せばメダル500枚が支給される。あと、バトルが進んでいくと「極楽チェア」が設置される。メダルを温存したければここで休憩を取ることもできる。

#### 出演
- 司会（NABE大佐）：渡辺正行
- ゴールデンアイドル：マリア・ファッション、三木彩加

## 備考
- 2007年3月まで、勇者がゴールデンシートを獲得した場合勇者の勝敗に関係なく各放送局のスポンサーとなっているパチンコ店の系列店舗において、パチンコ・パチスロが高設定で開放されるイベントが実施されていた。ただし一部の地域ではスポンサーがつかない局もあり、この地域の視聴者は恩恵に与れない。
- 番組の合間には系列店舗のイベント告知が行われているが、スポンサーの付いていない地域の放送はイベント告知ではなく、番組に出演しているゴールデンハニーの紹介とともに、番組内でスポンサー募集の告知が行われている。つまり地域によってはゴールデンハニーの紹介が2パターン見る事が出来るようになっている。

## スタッフ
- ナレーション - 千葉繁、井田将勝
- カメラ - 永井猛、森一生
- 音声 - 桐山謙
- 編集 - 中西章史
- 照明 - エルアップ
- CG - 太田良男
- 技術協力 - CLM
- ロケーション協力 - 廣済堂
- 美術協力 - グリーンアート
- 備品協力 - 株式会社エース電研、株式会社光新星、ホームスロット
- デスク - 高野あつみ、佐藤理恵
- ディレクター - 中野裕章、濱口浩志
- AD - 横谷裕也
- プロデューサー - 金宮智秀、西中聡
- AP - 櫻井智予、橋本希恵
- 制作協力 - 放送映画製作所
- 企画 - 三協エージェンシー
- 制作著作 - 映像ウェーブ

## 放送局
番組終了まで放映された局で、放送時間が早い順に掲載。
| 地域     | 放送局                | 系列         | 放送曜日と時間        |
| -------- | --------------------- | ------------ | --------------------- |
| 千葉県   | 千葉テレビ放送（CTC） | 独立UHF局系  | 毎週水曜 23:00〜23:30 |
| 奈良県   | 奈良テレビ放送（TVN） | 独立UHF局系  | 毎週水曜 23:58〜24:28 |
| 福島県   | 福島放送（KFB）       | テレビ朝日系 | 毎週水曜 25:20〜25:50 |
| 群馬県   | 群馬テレビ（GTV）     | 独立UHF局系  | 毎週木曜 23:00〜23:30 |
| 栃木県   | とちぎテレビ（GYT）   | 独立UHF局系  | 毎週木曜 23:35〜24:05 |
| 和歌山県 | テレビ和歌山（WTV）   | 独立UHF局系  | 毎週木曜 24:10〜24:40 |

### 途中で終了した局
- テレビ北海道 - 2006年6月終了
- 北陸放送、福井放送、岐阜放送 - 2006年9月終了
- テレビ神奈川、テレビ埼玉、テレビ信州 - 2007年3月終了
- びわ湖放送 - 2007年6月終了